# Lalitaditya
Lalitaditya Muktapida (±725 - ±760) was een middeleeuwse koning ("radja") van Kasjmir, die in de 8e eeuw een groot rijk veroverde in het noorden van Voor-Indië (India). Zijn levensloop is voornamelijk bekend uit de kronieken van Kasjmir, geschreven door de middeleeuwse schrijver Kalhana.
Lalitaditya was afkomstig uit de hindoeïstische Karkotadynastie en volgde rond 724 zijn vermoorde broer Tarapida op als koning van Kasjmir. Hij voerde oorlog tegen Yasovarman van Kannauj, een stad die in de 8e eeuw het politieke en economische centrum van het noorden van India vormde. Yashovarman regeerde vanuit Kannauj het noorden van de Punjab, de westelijke Gangesvlakte en Magadha. Lalitaditya versloeg Yashodarman echter, waarna hij hem mogelijk als vazal in Kannauj op de troon liet zitten. Daarna zond Lalitaditya een missie naar de Tang-keizer van China, waarschijnlijk om een bondgenootschap tegen de Tibetanen en Arabieren te bewerkstelligen.
Volgens Kalhana zou Lalitaditya vrijwel het hele noorden van India en grote delen van het zuiden hebben veroverd, van Magadha en Gauda tot de Dekan en Malwa, maar mogelijk is dit een sterk overdreven voorstelling van zaken. Ontegenzeglijk was Lalitaditya een capabele veldheer. Hij wist de Arabieren, die de Sindh en het zuiden van de Punjab veroverd hadden, te verslaan. Ook zou hij overwinningen geboekt hebben tegen de Tibetanen in het Tarimbekken op een veldtocht naar Centraal-Azië. In Kasjmir zelf liet hij tempels en boeddhistische kloosters ("vihara's") bouwen.
Lalitaditya werd na zijn dood rond 760 opgevolgd door zijn zoons Kuvalayapida en Vajraditya. Tijdens de regering van de laatste plunderden de Arabieren Kasjmir. Het machtsvacuüm dat ontstond door het wegvallen van de macht van Kasjmir werd benut door twee Noord-Indiase dynastieën: de Pratihara's uit het westen en de Rashtrakuta's uit het zuiden.